# Judah Loew ben Bezalel
Judah Loew ben Bezalel (hebrejsko יהודה ליוא בן בצלאל), znan tudi kot rabin Loew (Löw, Loewe, Löwe ali Levai), Praški maharal (ר ״ל מפראג) ali preprosto Maharal (מהר״ל, Moreinu ha-Rav Loew, Naš učitelj, rabin Loew), je bil pomemben talmudski učenjak, judovski mistik, matematik, astronom in filozof, ki je večino svojega življenja služil kot vodilni rabin v Mikulovu na Moravskem in Pragi na Češkem, * 1512/1520/1525 ali 1526, Poznaň, Poljska, † 17. september 1609 (18. elul 5369), Praga, Češka.
Loew je pisal o judovski filozofiji in judovski mistiki. Njegovo delo Gur Arjeh al HaTorah je nadkomentar na Rashijev komentar Tore. Kasnejša legenda o njem pravi, da je ustvaril praškega Golema, živo bitje, oblikovano iz gline.

## Ime
Ime Löw ali Loew izhaja iz nemškega Löwe, "lev". Isti izvor ima ime ime Leib v jidišu. Ime je tudi nadomestilo za hebrejsko ime Juda ali Jehuda, saj je bil biblijski Juda v Genezi 49:9 primerjan z levom. V judovski tradiciji poimenovanja sta hebrejsko ime in nadomestno ime pogosto združeni v par, tako kot Judah Loew. Ko je Loew napisal svoj klasični superkomentar na Rashijev komentar Tore, ga je v hebrejščini naslovil Gur Arjeh al HaTorah, kar pomeni Mladi lev [komentira] Toro.
Loewov grob v Pragi krasi heraldični ščit z levom z dvema prepletenima repoma (queue fourchee), ki namiguje tako na njegovo ime kot na Češko, ki ima v grbu leva z dvema repoma.

## Življenje

### Zgodnje življenje
Loew je bil rojen verjetno v Poznanju na Poljskem. Kot njegovo rojstno mesto se pomotoma navaja tudi Worms v Svetem rimskem cesarstvu, ker je družina njegovega očeta, rabina Bezalela, izvirala iz  Wormsa v Renu. Letnica njegovega rojstva je negotova, saj različni viri navajajo leta 1512, 1520 in 1526.
Njegov stric Jakob ben Hajim je bil Reichsrabbiner (rabin cesarstva) Svetega rimskega cesarstva, njegov starejši brat Haim iz Friedberga pa je bil znan rabinski učenjak ter rabin Wormsa in Friedberga.
Izročilo pravi, da so ga pri dvajajstih letih poslali v ješivo, kjer je študiral pri rabinu Jakovu Pollaku. Ko je Pollak zapustil Poljsko, je dve leti taval od kraja do kraja in nato odšel v ješivo rabina Jicaka Cloverja/Wormza, ki je bil Pollakov učenec. Njegova sošolca sta bila Šlomo (Salomon) Luria, kasnejši učitelj in veliki razlagalec judovskega prava, in Mojzes Isserles, poljski rabin, talmudist in razlagalec judovskega prava. Judah Loew se je po dvajsetih letih študija poročil.

### Kariera
Leta 1553 je sprejel mesto deželnega rabina Moravske v Mikulovu (Nikolsburg), vodil zadeve judovske skupnosti in določal, katere razprave Talmuda naj se preučujejo v skupnostih v tej deželi. Revidiral je statut skupnosti o postopku volitev in obdavčevanju. Kot rabin Moravske se je leta 1588 pri 68 letih upokojil, vendar so ga judovske skupnosti še dolgo potem imele za veliko avtoriteto.
Ena od njegovih dejavnosti na Moravskem je bila borba proti klevetam o legitimnosti (Nadler), ki so se širile v skupnosti proti določenim družinam in bi lahko uničile iskanje zakonskega partnerja za otroke teh družin. Ta pojav je prizadel celo njegovo družino. Pojav je ostro obsodil ne eni od dveh letnih velikih pridig (med Roš hašano in Jom Kipurjem) leta 1583.
Leta 1588 se je vrnil v Prago, kjer je ponovno sprejel položaj rabina in zamenjal upokojenega Izaka Hajotha. Tudi v Pragi je takoj ponovil svoja stališča do Nadlerja. 23. februarja 1592 je imel avdienco pri cesarju Rudolfu II., ki se je je udeležil skupaj s svojim bratom Sinajem in zetom Izakom Cohenom. S cesarjem je bil navzoč princ Bertier. Zdi se, da je bil pogovor povezan s kabalo (judovska mistika, hebrejsko קַבָּלָה), ki je cesarja zelo navdušila.
Leta 1592 se je Loew preselil v Poznanj, kjer je bil izvoljen za glavnega rabina Poljske. V Poznanju je napisal Netivoth Olam in del Derech Chaima.

### Osebno življenje
Poročen je bil s Pearl, s katero je imel šest hčera in sina Bezalela, ki je postal rabin v Kolínu. Sinova žena je bila hči bogatega trgovca, kar mu je omogočilo, da se je posvetil študiju.
Loewov starejši brat Hajim ben Bezalel, je avtor pravnega dela Vikuach Majim Chaim, ki je izpodbijalo sodbe krakovskega legalista Mojzesa Isserlesa.

### Smrt
Proti koncu svojega življenja se je preselil nazaj v Prago, kjer je umrl leta 1609. Pokopan je na Starem judovskem pokopališču v Pragi v Josefovu, kjer sta njegov grob in nagrobnik ostala nedotaknjena.

### Učenci
Koliko talmudskih rabinskih učenjakov je Loew poučeval na Moravskem, ni znano. Njegova glavna učenca iz praškega obdobja sta bila rabina Jom-Tov Lipmann Heller in David Gans. Prvi je spodbujal učiteljev program rednega preučevanja Mišne med množicami in s tem ciljem v mislih sestavil svoj Tosefoth Yom Tov, komentar Mišne, ki je vključen v skoraj vse objavljene izdaje Mišne v zadnjih nekaj sto letih. David Ganz je napisal Tzemach David, delo o judovski in splošni zgodovini, pa tudi o astronomiji. Tako Loew kot Ganz sta bila v stiku s Tychom Brahejem, slavnim astronomom, ki je takrat deloval v Pragi.

### Spomeniki
Češki judovski priseljenci so v severnem Izraelu ustanovili vas (mošav) in jo njemu v čast imenovali Kerem Maharal.
Aprila 1997 sta Češka in Izrael skupaj izdala komplet znamk, od katerih je bil na eni Loewov nagrobnik. Maja 2009 je Češka pošta izdala znamko v počastitev 400. obletnice Loewove smrti. Junija 2009 je Češka kovnica izdala spominski kovanec, ki je obeležil isti mejnik. V Pragi stoji pred Novo mestno hišo kip Juda Loewa ben Bezalela.

## Legenda o golemu
Loew je povezan z legendo o nastanku golema, bitja, narejenega iz gline, ki naj bi branilo Jude v praškem getu pred antisemitskimi napadi, zlasti pred krvnim obrekovanjem. Uporabljal naj bi mistične moči, ki temeljijo na ezoteričnem znanju o tem, kako je Bog ustvaril Adama.  Splošno mnenje zgodovinarjev in kritikov je, da je legenda nemška literarna iznajdba iz zgodnjega 19. stoletja. Najzgodnejši doslej znani vir za zgodbo je knjiga Friedricha Korna Der Jüdische Gil Blas (Judovski Gil Blas) iz leta 1834. Zgodba je bila od takrat večkrat ponovno napisana in prirejena.

## Dela
Knjige je začel objavljati zelo pozno. Leta 1578 je v starosti 66 let izdal svojo prvo knjigo Gur Arjeh (Mladi lev, Praga 1578) – superkomentar v petih zvezkih k Rašijevemu komentarju Tore, ki te precej presega. Štiri leta kasneje je anonimno izdal svojo knjigo Gevurot HaŠem (Božja moč deluje, Krakov 1582).
- Gur Arjeh (Mladi lev, Praga 1578), nadkomentar na Rašijev komentar Tore.
- Gevurot Hašem (Mogočna Božja dela, Krakov 1582) - O eksodusu in čudežih, napisana za praznik Pashe.
- Derh Haim (Način življenja, Krakov 1589), komentar traktata Mišna Avot.
- Derashot (Pridige, Praga 1589 in 1593), zbrana izdaja del Haima Pardesa, Tel Aviv 1996.
- Netivot Olam (Poti sveta, Praga 1595-1596), etično delo.
- Be'er ha-Golah (Vodnjak izgnanstva, Praga 1598), razlagalno delo o talmudski in midraški agadi, ki se v glavnem odziva na razlage italijanskega učenjaka Azariaha dei Rossija (Azariah min ha-Adumim).
- Netzah Jisrael (Večnost Izraela, Praga 1599; beseda Netzah - večnost, ima isti koren kot beseda za zmago), na Tisha B'Av (letni dan žalovanja zaradi uničenja templjev in judovskega izgnanstva) in končno osvoboditev.
- Tif'eret Jisrael (Slava Izraela, Benetke, 1599), filozofska razprava o Tori, namenjena prazniku Šavuot.
- Ali Hadraš (Nova luč, Praga 1600), o prazniku Purim.
- Ner Mitzvah (Sveča zapovedi, Praga 1600), Hanuka.
- Hiddušei Aggadot (Novele o Agadi, pripovedni deli Talmuda), odkrit v 20. stoletju.
- Divrei Negidim (Besede rektorjev), komentar na Seder Pesaha, ki ga je izdal njegov potomec.
- Hiddušim al Ha-Shas, komentar Talmuda, ki je bil nedavno prvič objavljen iz rokopisa Mahona Jerushalajima o Bava Metzia; Šabos in Eruvin; drugi bodo morda kmalu.
- Različna druga dela, kot so njegov odgovor in dela o judovskem šabatu ter praznikih Sukot, Roš hašana in Jom Kipur niso ohranjena.

Njegova dela ob praznikih nosijo naslove, ki jih je navdihnila svetopisemska vrstica v I. Kronike 29:11: "Tvoja, o Gospod, je veličina in moč in slava in zmaga in veličastvo za vse to. Vse v nebesih in na zemlji [je Tvoje]. Tvoje je kraljestvo in [Ti si], ki je vzvišen nad vsem kot Voditelj".